# Сангак

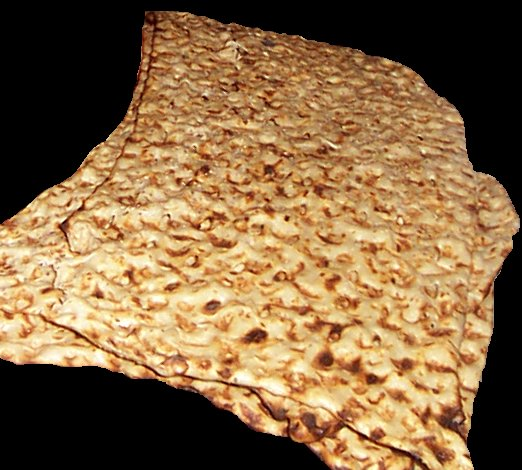
Сангак

Сангак — разновидность иранской лепешки. Изготовляется из цельной пшеницы. Может быть треугольной или четырёхугольной формы. Готовится на раскаленных камнях. Камни отпечатываются на хлебе, придавая ему особенный вид.

## История
На персидском «сангак» означает «маленький камень». Хлеб выпекают на подушке из мелких речных камней в печи. Обычно в иранских пекарнях предлагается два вида этого хлеба: обычный без начинки; и более дорогой сорт, посыпанный маком и/или семенами кунжута.
Сангакский хлеб традиционно был хлебом персидской армии. Впервые упоминается в XI в. Каждый солдат нес небольшое количество гальки, которую собирали в лагере, чтобы создать «печь сангак», в которой пекся хлеб для всей армии. Его ели с кебабом из баранины .
Хлеб всегда широко употребляли на территории современного Азербайджана, но после установления советской власти  в 1920 году он стал менее распространенным. Советская система ввела массовое производство хлеба, вариант, который не подходил для традиционного сангака ручной формовки. Однако в соседнем Иране сангак никогда не терял своей популярности. 

Сангак